# Glomma
A Glomma vagy Glåma Norvégia leghosszabb és legbővizűbb folyója, az ország déli részén.
Hossza 604 kilométer, vízgyűjtője mintegy 42 ezer km², Norvégia területének 11%-a. Vízhozama 698 m³/s.
A Sør-Trøndelag megyei Røros község közelében lévő Aursund-tónál ered 690 méteres magasságban és Fredrikstadnál ömlik az Oslo-fjordba.
Egyik legfontosabb mellékfolyója a Mjøsa-tó vizét levezető Vorma, amely Nesnél ömlik a Glommába.
A hatalmas erdőségeken keresztülhaladó Glomma hagyományosan Norvégia legfontosabb faúsztató útvonala volt. A nyersanyag, a víz és a víziút közelsége miatt az ipar előszeretettel települt a folyó mellé. Torkolatánál található több az ország legnagyobb feldolgozóipari üzemei közül.
A Glomma Oslo közelében, Fetsundnál az Øyeren tóba ömölve Európa legnagyobb belföldi folyódeltáját hozza létre, amely a tó túloldalán is folytatódik. A folyó hatalmas mennyiségű iszapot rak le a tóban, amelyet kibányásznak és felhasználnak a Norvégia-szerte az építkezési alapozásokban széleskörűen használt LECA blokkok gyártásához.
Torkolatánál építették a 17. században, a védművekhez a vizet is felhasználva, Fredrikstad hatalmas erődjét, a Gamlebyent.

## Neve
Nevének eredete ismeretlen. A Glomma nevet Østfold és Akershus megyékben használják. Hedmarkban és Sør-Trøndelagban a neve Glåma.
A folyó több más hely névadója, mint például Glåmdal vagy Glåmos.

## Hídjai
- Fossum-híd